# Cá hang động Alabama
Cá hang động Alabama, tên khoa học Speoplatyrhinus poulsoni, là một loài cá hang động cực kỳ nguy cấp mà cuộc sống trong bể ngầm trong hang Key, nằm ở phía tây bắc Alabama, Hoa Kỳ. Đây là vị trí được biết đến duy nhất, và được phát hiện bên dưới một bầy dơi xám vào năm 1974 bởi Cooper và Kuehne. Các nhà nghiên cứu đã không tìm thấy nó sống trong bất kỳ vị trí nào khác.

## Số lượng
Chỉ có chín mẫu vật đã được quan sát và các nhà khoa học ước tính rằng ít hơn 100 cá thể còn sót lại trên hành tinh. Người ta tin rằng loài cá này là loài cá hang động Mỹ hiếm nhất và một trong những loài cá nước ngọt hiếm nhất. Đây là cá hang động chuyên biệt nhất được biết đến, và tồn tại trong một hệ sinh thái mong manh dựa trên chất dinh dưỡng phong phú của phân dơi xám.

## Môi trường
Môi trường sống bao gồm các vùng nước ngầm trong xanh, trong hệ tầng đá vôi Warsaw; Hang động hỗ trợ hệ động vật thủy sinh đa dạng.